# Pierre François de Rougé
 (février 2017).
Si vous disposez d'ouvrages ou d'articles de référence ou si vous connaissez des sites web de qualité traitant du thème abordé ici, merci de compléter l'article en donnant les références utiles à sa vérifiabilité et en les liant à la section « Notes et références ».
Pierre François de Rougé, seigneur de la Bellière, dit « marquis de Rougé », né à Saint-Pierre-Montlimart le 23 décembre 1702 et mort à Soest, en Allemagne, le 15 juillet 1761, est un militaire qui fut un lieutenant-général des armées françaises au XVIIIe siècle.

## Biographie
Issu de la famille de Rougé, il naît en 1702 au château de La Bellière, à Saint-Pierre-Montlimart, de Pierre de Rougé et de Jeanne Prézeau de La Guilletière.
Pierre-François de Rougé entre au service en 1726, aux Gardes du corps du roi, il passe ensuite capitaine dans les dragons de la Suze le 12 mai 1728, prend part au siège de Kehl en 1733 et à celui de Philippsburg en 1734. Il est à l'affaire de Clausen en 1735. 
Le 16 avril 1738, il est nommé colonel commandant le régiment de Vermandois, durant la guerre de Succession d'Autriche. Il est nommé brigadier d'infanterie le 1er mai 1745. Il commande ensuite sa brigade aux sièges de Mons, Saint-Guilain et Charleroi, puis à la bataille de Rocourt, gagnée par le Maréchal de Saxe, et à Lawfeld, en 1747. Il ravitaille héroïquement la ville de Berg-op-Zoom en 1748. 
Maréchal de camp le 10 mai 1748, il fait le siège de Maastricht. Durant la guerre de Sept Ans, il est fait prisonnier de guerre à Rossbach (1757), puis échangé.  
Nommé Lieutenant-Général en 1759, il participe également aux batailles de Corbach et de Cassel contre les armées prussiennes. 
Il devint ensuite gouverneur de Givet et de Charlemont.
Il fut blessé mortellement lors de la bataille de Villinghausen (Fillinghausen) en Westphalie en 1761, où un boulet de canon lui arracha la cuisse. Il mourut le lendemain à Soest.
Avec le baron de Buddenbrock  qui représente Frédéric le Grand, il représente le roi Louis XV lors la signature du traité de Brandebourg le 7 septembre 1759,  l’un des deux traités  « humanitaires » pendant la guerre de Sept Ans (avec celui de l’Ecluse le 6 février 1759 entre l’Angleterre et la France) qui stipulent qu’on prendrait soin des blessés de part et d’autre ; que les prisonniers seraient échangés, que les malades ne seraient pas faits prisonniers non plus que le personnel affecté à leur service.
C'est en son honneur que la caserne de Givet, en son temps la plus longue de France, est nommée "Caserne Rougé", jusqu'à sa destruction durant la Première Guerre mondiale.

### Distinctions

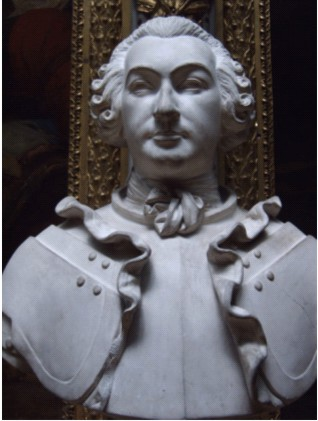
Buste - Galerie des batailles du château de Versailles

- Chevalier, puis commandeur de l'Ordre de Saint-Louis.

### Portrait
Son buste est visible dans la Galerie des Batailles du château de Versailles.

### Mariage et descendance
Il épouse en 1749 Marie-Claude-Jeanne-Julie de Coëtmen, fille d'Alexis de Coëtmen, marquis de Coëtmen, maréchal de camp, gouverneur de Brest, et de Julie de Goyon. Tous deux eurent quatre enfants, dont deux fils, qui sont les auteurs des deux branches de la famille de Rougé subsistantes au XXIe siècle :
- Catherine Julie Marie de Rougé (6 avril 1750 - 1784), mariée en 1769 avec François des Friches Doria, comte Doria (1723-1795), dont postérité ;
- Bonabes-Alexis de Rougé (23 septembre 1751 - 9 juillet 1783), marié en 1777 avec Nathalie Victurnienne de Rochechouart de Mortemart, dont postérité ;
- Marie Jeanne Françoise de Rougé (24 juin 1753 - Paris, 7 août 1814), mariée en 1775 avec Armand de Blocquel de Croix de Wismes (1750-1784), dont postérité ;
- François-Pierre-Olivier de Rougé (27 janvier 1756 - 29 septembre 1816), marié en 1779 avec Marie Josephe Vincente de Robert de Lignerac de Caylus, dont postérité[5],